# Hrvoje Hitrec
Hrvoje Hitrec (Zagreb, 14. srpnja 1943.) suvremeni je hrvatski književnik, romanopisac, dramski pisac, filmski i televizijski scenarist, posebice poznat po brojnim knjigama za djecu i mladež.

## Životopis
Hrvoje Hitrec rođen je u Zagrebu, 14. srpnja 1943. godine . Diplomirao je komparativnu književnost 1967. godine na Filozofskom fakultetu u Zagrebu. 1974. godine postao je glavnim urednikom humorističnog lista Kerempuh a 1985. godine imenovan je ravnateljem kazališta Trešnja. 1990. godine postao je prvi glavni ravnatelj Hrvatske radiotelevizije a potom ministar informiranja.
Od 2005. godine predsjednik je Hrvatskog kulturnog vijeća.
Član je povjerenstva Nagrade Dr. Ivan Šreter za izbor najbolje riječi.
Član je Društva hrvatskih književnika.

## Književno stvaralaštvo
U romanima, pripovijetkama, dramskim i televizijskim ostvarenjima najčešće mu je mjesto zbivanja grad Zagreb. Prvi Hitrecov roman je Pustinjakov pupak, pa zatim Manijak i Ljubav na crnom baršunu. Najveću su popularnost, i opet u zagrebačkom ambijentu, doživjeli Hitrecovi Smogovci, saga o odrastanju djevojčica i dječaka, u pet knjiga. Po Smogovcima napravljena je najdulja serija u hrvatskoj povijesti s velikim uspjehom. Autor je i drugih romana, kako za djecu (Eko Eko, Humandel), tako i za odrasle (Ur, Pustinjakov pupak, Ljubavi na crnom baršunu, troknjižje Kolarovi koje prate sudbinu zagrebačke obitelji kroz cijelo 20. stoljeće).
Jedan je od najistaknutijih ekologa u književnosti a njegova ekološka svijest najviše je izražena u knjigama za mladež kao što su: Eko Eko (1978.), Smogovci i strašni Bongo (1987.) te Zbogom Smogovci (1989.).
2010-ih objavio je romanesknu trilogiju o hrvatskoj povijesti. Prvi je roman Kolarovi o hrvatskoj političkoj povijesti 20. stoljeća. Slijeći je Što Bog dade i sreća junačka u kojem se bavio 19. stoljećem i banom Jelačićem. Treći roman iz tog ciklusa je Špilberk, gdje je zašao u 18. stoljeće, vrijeme baruna Trenka. Roman romansirano pripovijeda životopis baruna Trenku, vojnika, gospodina, kockara i junaka, najpopularnijeg ratnika tadašnje Europe, koji je preživio 102 dvoboja i 14 ranjavanja, ali ne i zatočeništvo u zloglasnom Špilberku, koji je druga strana medalje prosvijećenog apsolutizma.

## Politička djelatnost
Jedan je od utemeljitelja Hrvatske demokratske zajednice. Dvaput je bio član Predsjedništva HDZ-a. Bio je vijećnik u Gradskoj skupštini Grada Zagreba, zastupnik u prvom sazivu Hrvatskog sabora.
Član je predsjedništva Hrasta i predstavnik Hrvatskog kulturnog vijeća u Velikom vijeću Hrasta.

## Nepotpun popis djela
- Pustinjakov pupak, Društvo hrvatskih humorista, Zagreb, 1974.
- Smogovci: romančić za nešto stariju djecu i prilično mladu omladinu, Zagreb, 1976. i još 10 izdanja
- Priča o Osmanu, Zagreb, 1977.
- Manijak: humoristični roman, Znanje, Zagreb, 1978.
- Eko Eko, Mladost, Zagreb, 1979. i još 9 izdanja u Zagrebu i 2 u prijevodu
- Petrica Kerempuh, Mladost Zagreb, 1980.
- Ur, August Cesarec, Zagreb, 1982.
- Kratki ljudi ili smijeh na četiri kata, Mladost, Zagreb, 1984.
- Petrica Kerempuh i hrabri krčmar, Mladost, Zagreb, 1985.
- Petrica Kerempuh i praznoglavci, Mladost, Zagreb, 1986.
- Smogovci i strašni Bongo: romančić za djevojčice i dječake, njihovu stariju braću i sestre, te za nove i stare fosile, August Cesarec, Zagreb, 1987.
- Ljubavi na crnom baršunu, August Cesarec, Zagreb, 1987.
- U sredini mojih dana: knjiga o filmu, Klein Film, 1988.
- Petrica Kerempuh i čarobne kuglice, Mladost, Zagreb, 1989.
- Zbogom, Smogovci: romančina za sve uzraste ali posebno ipak za djecu i omladinu, August Cesarec", Zagreb, 1989.
- Vanjkuš zagrebački, Studio Promotion, Zagreb, 1990.
- Lijepa moja: sjećanja jednoga domoljuba: 1988. – 1992., (memoarska knjiga), Azur Journal, Zagreb, 1992.
- Dan kada se rodio Isus, Mosta, Zagreb, 1993.
- Tomislav i Adriana, Mosta, Zagreb, 1993.
- Smogovci u ratu, (ilustrirao Oto Reisinger), AGM, Zagreb, 1994.
- Zagreb: hrvatska prijestolnica, Zagreb, 1994.
- Zagrebačke legende, Turistkomerc, Zagreb, 1994.
- Kanjon opasnih igara, Mosta, Zagreb, 1994.
- Pahuljica, Mosta, Zagreb, 1994.
- Hrvatska povjesnica, Mosta, Zagreb, 1995.
- Hrvatska bogorodica, AGM, Zagreb, 1996.
- Smogovci i biće iz svemira, Mosta, Zagreb, 1996.
- Staklena cipelica, Mosta, Zagreb, 1997.
- Velika knjiga zaborava, (politički članci), HKZ-Hrvatsko slovo, Zagreb, 1998.
- Gradsko kazalište Trešnja 1999., Gradsko kazalište "Trešnja", Zagreb, 1999.
- Priče iz Držića, AGM, Zagreb, 2000.
- Najljepše priče hrvatske renesanse, AGM, Zagreb, 2002.
- Priče iz hrvatske starine (17. i 18. stoljeće), AGM, Zagreb, 2002.
- Kolarovi, Školska knjiga, Zagreb, 2004., ISBN 953-0-61622-8.
- Matko na štakama, Mosta, Zagreb, 2004., ISBN 953-226-042-0.
- Humandel, Školska knjiga, Zagreb, 2007., ISBN 978-953-0-61231-0.
- Hrvatske legende, Školska knjiga, Zagreb, 2007., ISBN 978-953-0-61222-2 nevaljani ISBN
- Što Bog dade i sreća junačka, Školska knjiga, Zagreb, 2010.
- Asasin ili latica u nevolji, AGM, Zagreb, 2012. (2. najčitaniji roman u Hrvatskoj listopada 2012. prema Hrvatskom knjižničarskom društvu)
- Hrvatske kronike, Naklada Đuretić, Zagreb, 2015., ISBN 978-953-7911-36-2.
- Špilberk, Školska knjiga, Zagreb, 2016., ISBN 978-953-0-61673-8.
- Samo sreća, ništa drugo, AGM, Zagreb, 2018., ISBN 978-9531744898.
- Vladar Bosne, AGM, Zagreb, 2020., ISBN 978-953-1-74516-1.
- Dux Chroatorum, Školska knjiga, Zagreb, 2022., ISBN 978-953-0-62286-9.

Neke od njegovih knjiga ilustrirao je poznati hrvatski ilustrator Ivan Antolčić.

## Nagrade i priznanja
Dobitnik je značajnih književnih nagrada: Ksaver Šandor Gjalski (za roman Ljubavi na crnom baršunu), Ivana Brlić Mažuranić i Grigor Vitez. Godine 2021. dobio je nagradu Vladimir Nazor za životno djelo.

## Vanjske poveznice
- HKV Članovi - Hrvoje Hitrec